# برج مائل

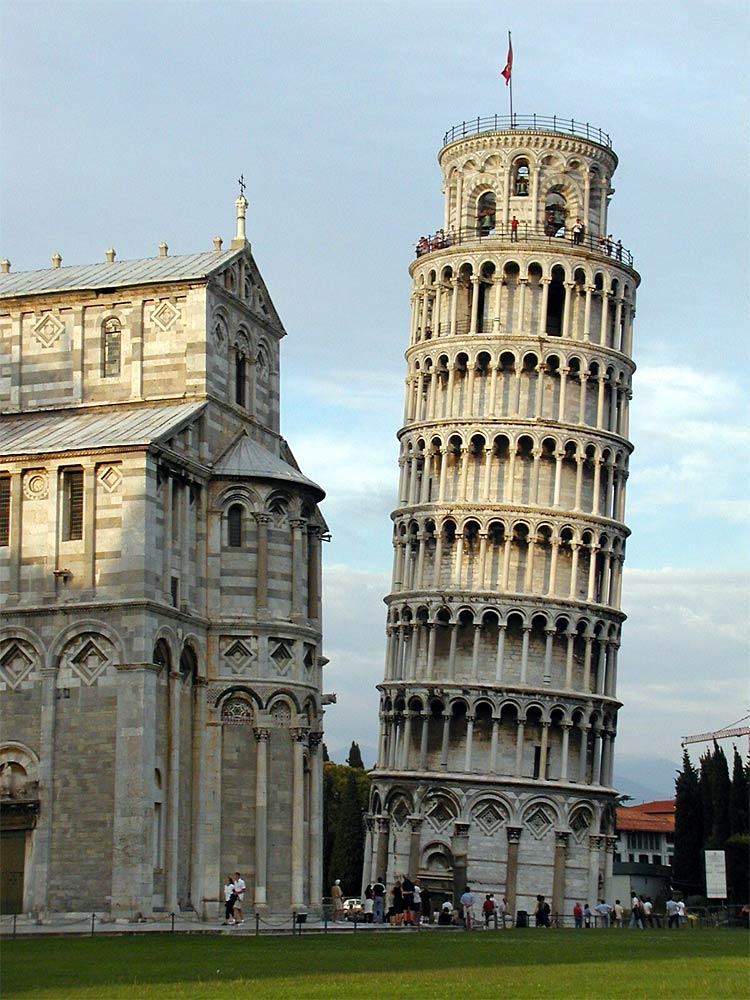
برج بيزا المائل البرج المائل الأكثر شهرة على نطاق واسع

البرج المائل هو برج لا يقف عموديًا على الأرض، سواء عن قصد أو عن غير قصد (بسبب أخطاء في التصميم أو البناء أو التأثير الخارجي اللاحق مثل الأرض غير المستقرة). المثال الأكثر شهرة هو البرج المائل في بيزا، إيطاليا. وفيما يلي قائمة بالأبراج المائلة:

## آسيا

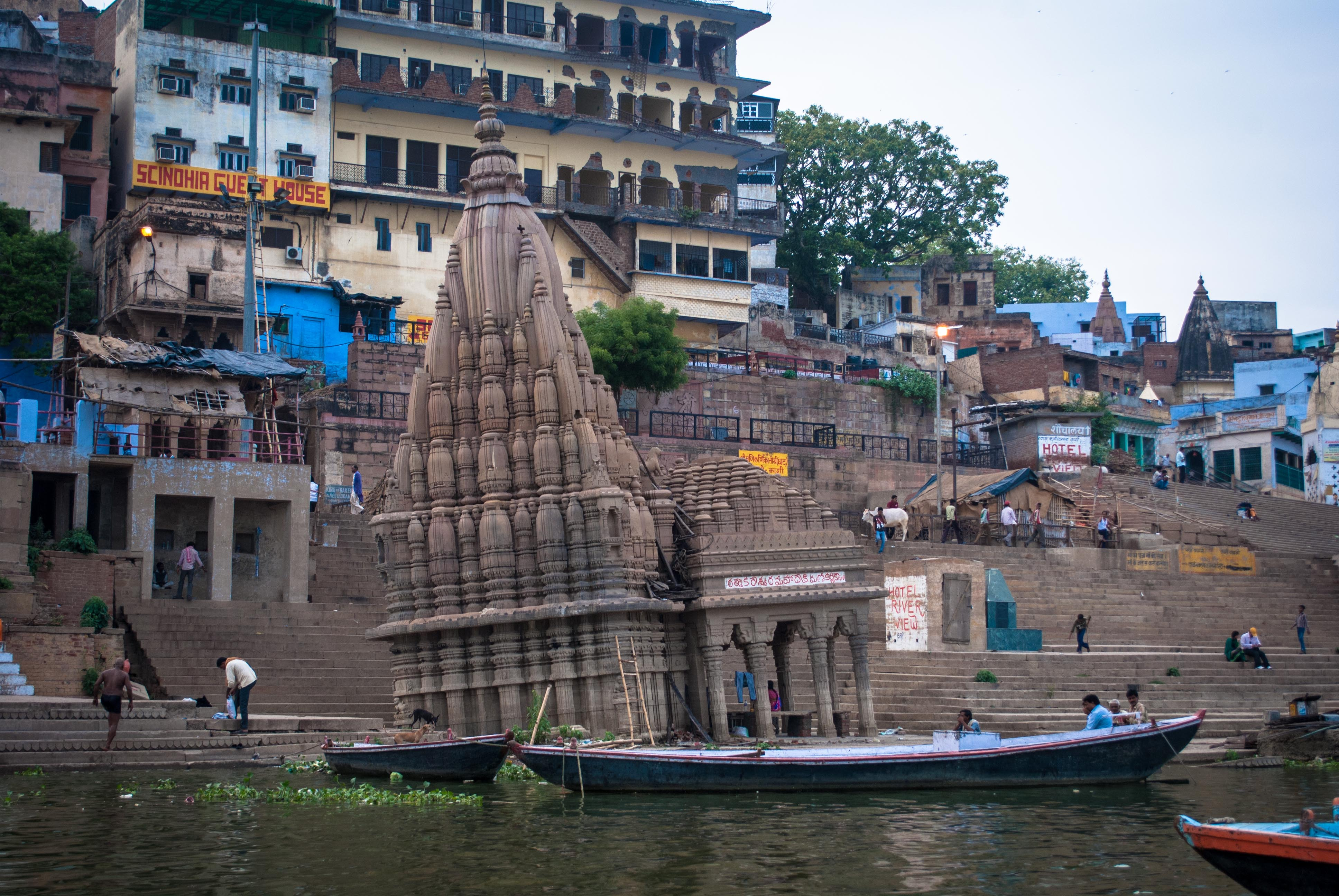
معبد راتنشوار ماهاديف، فاراناسي، الهند.

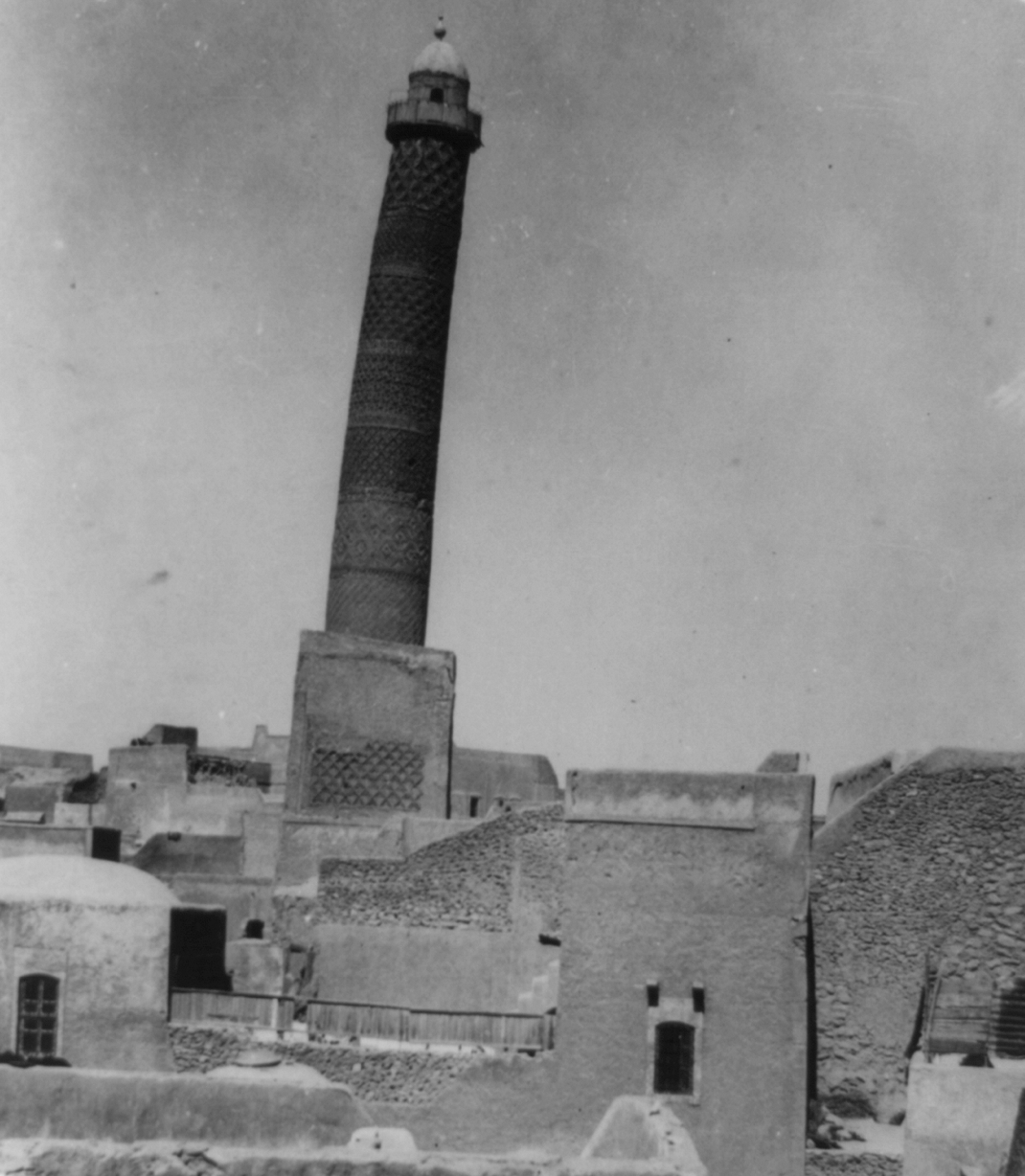
جامع النوري في القرن الثاني عشر في الموصل، العراق، 1932.

### الصين
- معبد أوزة العملاق البري في شيان
- معبد هوشو بجبل تيانما بالقرب من شانغهاي
- برج هوكيو في سوجو، جيانغسو
- برج الحديد المائل عن عمد لمعبد يوكوان، خوبي
- برج تشيانوي المائل في مقاطعة سويتشونغ، لياونينغ
- معبد باوجوانج: يميل فقط عند المستويات العليا

#### هونج كونج
- زوج من أبراج هونغ كونغ - شنتشن الممر الغربي

### الهند
- العمود الذهبي في معبد إيتومانور
- معبد هوما المائل، سامبالبور، الهند
- معبد راتنشوار ماهاديف، فاراناسي، الهند

### العراق
- جامع النوري الكبير في القرن الثاني عشر في الموصل، دمر في عام 2017م.

### ماليزيا
- برج الساعة والمياه في بلدة تيلوك إنتان في فيرق

### الفلبين
- بومبون، كامارينز سور أبرشية برج الكنيسة

## أوروبا

### بلجيكا
- برج جرس بروج
- برج كنيسة القديس بطرس وبولس في شيله
- برج كنيسة الدير في نينوف

### جمهورية التشيك
- برج كنيسة Nanebevzetí Panny Marie في أوستي ناد لابم
- كنيسة القديس بطرس الكانتارا في كارفينا

### إستونيا
- كنيسة كارسكي (باللغة الإستونية) في كاركسي - نويا
- منارة كيبسار في ساريما

### فرنسا
- لا تور بنش، أويي بلاج، باد كاليه

### ألمانيا
- The Metzgerturm [1] في أولم
- نوير زولهوف في دوسلدورف
- رايشينتورم في باوتسن

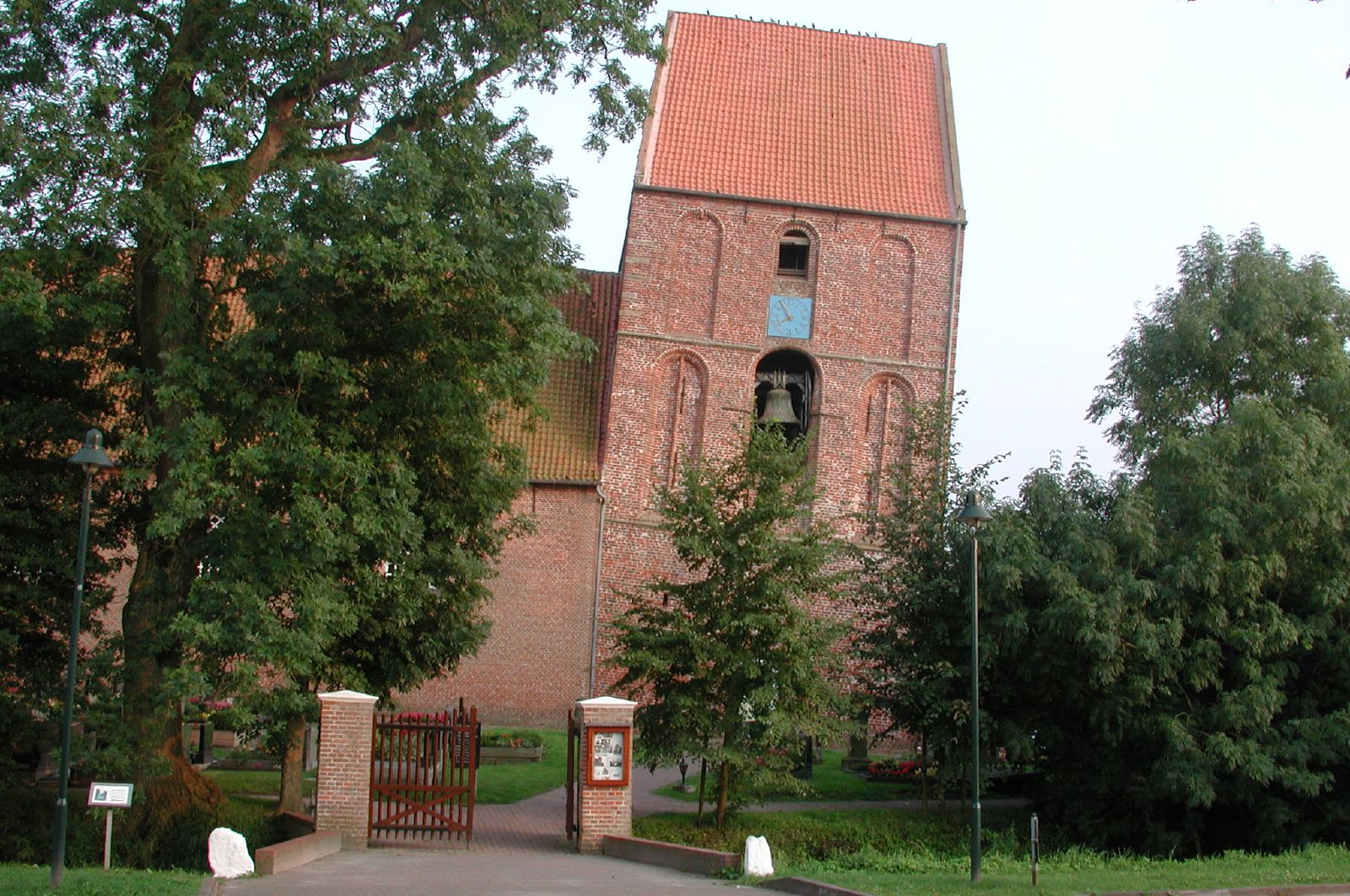
برج سوروسين المائل.

- برج Suurhusen المائل (Schiefer Turm von Suurhusen) (وفقًا لـ موسوعة غينيس للأرقام القياسية، أكثر برج مائل في العالم مال عن غير قصد)
- برج Dausenau المائل (Schiefer Turm von Dausenau) (يميل أكثر قليلاً من برج Suurhusen، الذي تم استبعاده من قبل موسوعة غينيس للأرقام القياسية لكونه أطلالًا بدلاً من برج)
- برج جرس كنيسة السيدة العزيزة في القرن الرابع عشر في باد فرانكنهاوزن

### هنغاريا
- برج Szécsény Firewatch، يميل 3 درجات

### أيرلندا
- البرج الدائري لدير كيلماكداغ في غورت، مقاطعة غالواي

### إيطاليا
- كامبانيل دومو دي كاورلي [بحاجة لمصدر]
- كامبانيلي كاتدرائية بيزا (المعروفة باسم برج بيزا المائل)، بيزا
- كامبانيلي دومو دي بورتوجروارو[2]
- كامبانيلي سان جورجيو دي جريسي في البندقية
- كنيسة Campanile of San Martino في جزيرة بورانو، البندقية
- كامبانيلي سان ميشيل ديجلي سكالزي، بيزا
- كامبانيلي سان نيكولا، بيزا
- كامبانيلي سانتو ستيفانو في البندقية
- توري دل ميليزي، روما
- البرجين، بولونيا (أبراج Asinelli وGarisenda في بولونيا)

### هولندا
- برج القديس Walfriduskerk في بيدوم
- برج عود كرك في دلفت
- برج غروت كيرك دوردريخت
- و Oldehove في ليوواردن
- البرج في ميدوم
- مارتينيتورين في خرونينغن
- برج Catharinakerk في Acquoy
- برج Domkerk في De Lier
- برج الكنيسة في Loenen aan de Vecht

### بولندا
- Krzywa Wieża (البرج المائل) في تورون
- Krzywa Wieża (البرج المائل) في Ząbkowice Śląskie
- Baszta Sowia (برج البومة) في Pyrzyce

### رومانيا
- برج كنيسة مارغريت إيفانجليك في ميديا
- برج الكنيسة في الكنيسة الإنجيلية في Ruși-Slimnic

### روسيا
- برج نيفيانسك المائل
- The Sobornaya Belltower في سولكامسك
- برج Söyembikä في قازان

### صربيا
- كنيسة القديس أنتوني بادوا في بلدية زفيزدارا، بلغراد

### سلوفاكيا
- يُعرف برج كنيسة القديس مارتن في فربوفي في سلوفاكيا باسم «السلوفاكية بيزا».[3]
- كنيسة القديس جورج في سبيشسكا سوبوتا [4]
- برج الساعة في ساحة SNP في بانسكا بيستريتسا

### إسبانيا
- Mudéjar Tower of San Pedro del los Francos، Catalayud، Aragon
- كان برج سرقسطة المائل المدمر، في حين أنه موجود، أشهر برج مائل إسباني. هدمت عام 1892.
- المدجن برج الساعة من ATECA، أراغون

### سويسرا
- برج سان موريتز المائل، برج الجرس المتبقي لكنيسة سانت موريشيوس (القرن السادس عشر) الذي تم هدمه عام 1893.

### المملكة المتحدة
- 2 شارع أديلايد (مبنى متعدد الأغراض مع بنك أف ايرلاندا كمستأجر رئيسي)، بلفاست، أيرلندا الشمالية
- ساعة ألبرت التذكارية في بلفاست، أيرلندا الشمالية
- برج بيتمان في برايتلينجسيا، إسكس، إنجلترا
- البرج الكبير لقلعة بريدجنورث، في بلدة بريدجنورث، شروبشاير
- البرج الجنوبي الشرقي لقلعة Caerphilly، ويلز
- برج الكنيسة القديسة مريم وجميع القديسين، تشيسترفيلد[5]
- برج Greyfriars - بقايا دير فرنسيسكاني في King's Lynn، إنجلترا
- البرج وبرج الكنيسة القديس لورانس، Surfleet، لنكولنشاير، إنجلترا
- برج كنيسة سانت مارتن في Cwmyoy، مونماوثشاير، ويلز.
- برج كنيسة المعبد في بريستول، إنجلترا

## شمال أمريكا

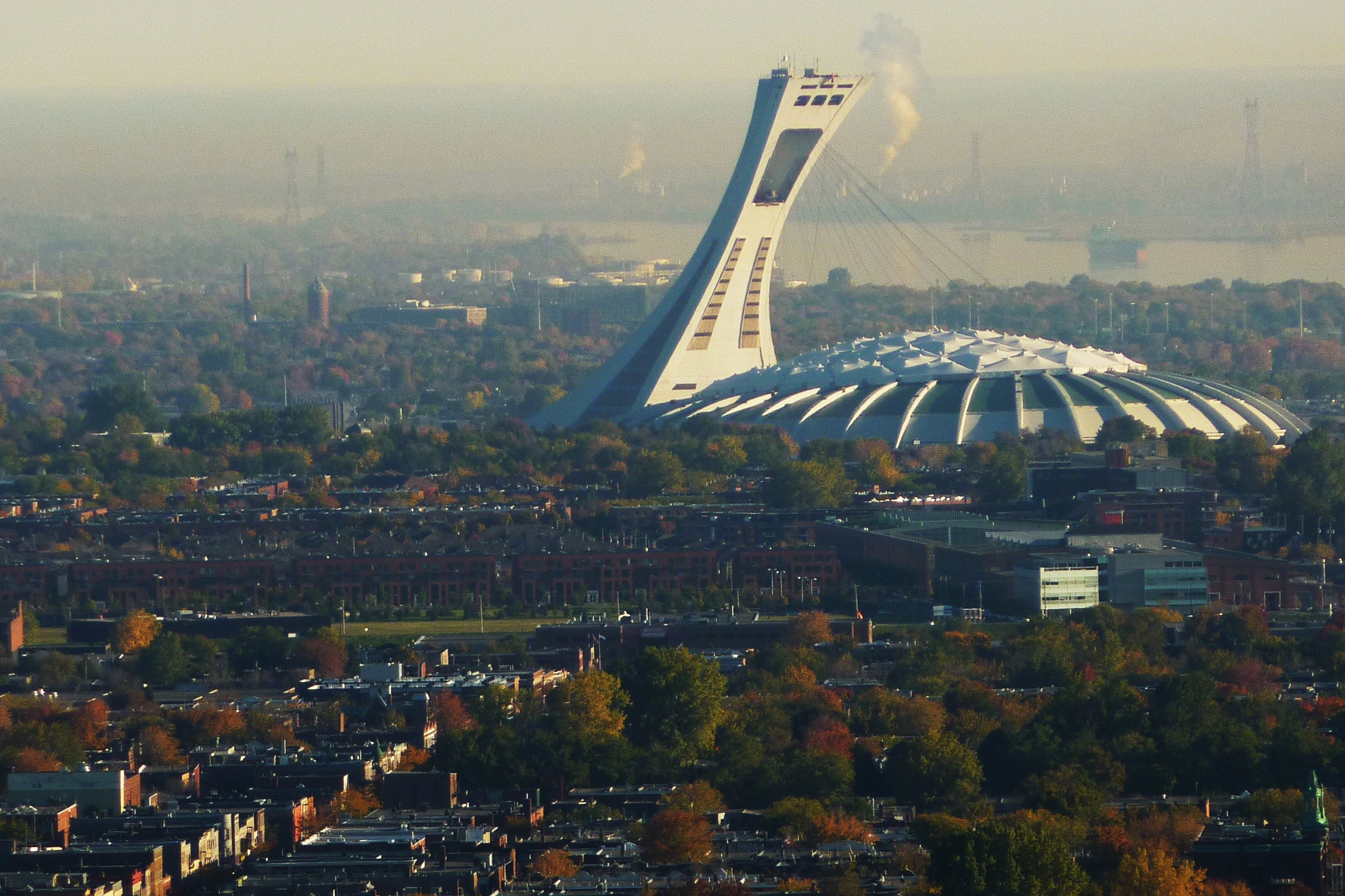
الملعب الأولمبي في مونتريال، مع أطول برج يميل عمداً.

### كندا
- برج الاستاد الأولمبي، مونتريال، كيبك
- برج سان ليونارد (والسوق العامة المرتبطة به)، سان ليونارد، كيبك[6] (هدم)

### المكسيك
- منارة بويرتو موريلوس عام 1946 على ريفييرا مايا في ولاية كينتانا رو، تميل منذ عام 1967

### الولايات المتحدة الأمريكية
- برج النيل المائل، في نايلز، إلينوي؛ نسخة طبق الأصل من برج بيزا المائل
- «البرج المائل للباتشوج»، وهو لقب أطلق عليه برج PD السابق في محطة LIRR في باتشوغو، نيويورك؛ تم هدمه عام 2006
- برج المياه المائل، في غروم، تكساس
- برج دالاس المائل في دالاس، تكساس، جوهر هدم الآن من مبنى مكون من 11 طابقًا بقي منتصبًا ولكنه يميل قليلاً بعد هدم مبنى.
- برج الألفية في سان فرانسيسكو؛ أظهر فحص في عام 2016 أن المبنى قد غرقت 16 بوصة، مع ميل بوصتين نحو الشمال الغربي
- برج المحيط، في جزيرة ساوث بادري، تكساس (هدم)
- ضوء جزيرة شاربس، على بعد 3 أميال من الطرف الجنوبي لجزيرة تيلجمان، في خليج تشيزبيك في ماريلند، يميل بزاوية 15 درجة منذ أن لحقت به أضرار بسبب طوفان الجليد في عام 1977

## أوقيانوسيا

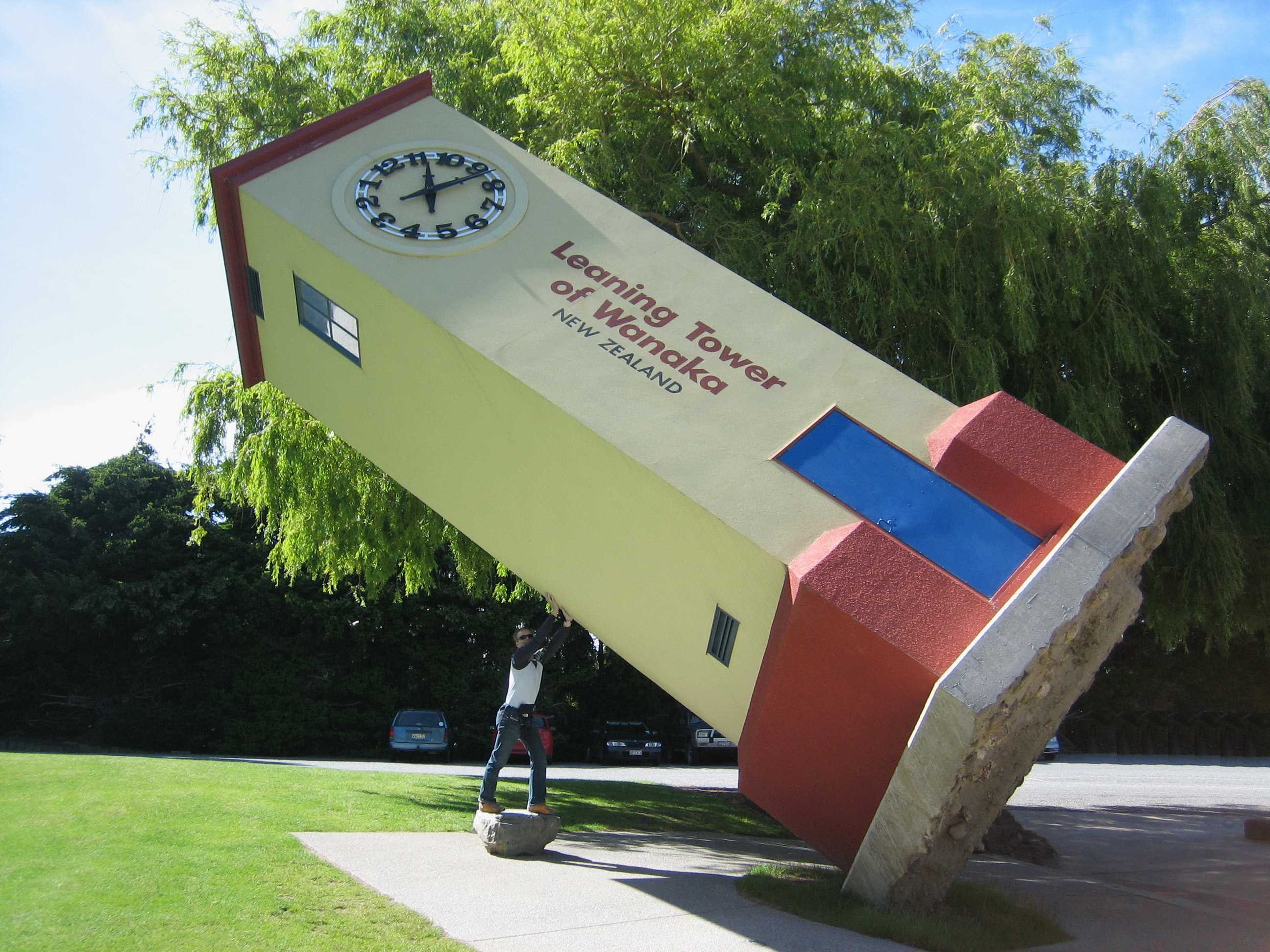
برج واناكا المائل في نيوزيلندا في عالم محير

### أستراليا
- برج جنجين المائل في مركز اكتشاف الجاذبية

### نيوزيلندا
- فندق Grand Chancellor، كرايستشيرش (هُدم في عام 2012 بعد زلزال كانتربري 2011)
- برج واناكا المائل في بازلنك وورد [الإنجليزية]